# 莫尔斯莱德
莫尔斯莱德（荷蘭語：Moorslede，荷蘭語發音：[ˈmoːrsˌleːdə]）是比利时弗拉芒大區西佛兰德省鲁瑟拉勒区的一个市镇，通行荷蘭語，是弗拉芒社群的一部分，面积35.45平方千米，人口11,080人（2018年1月1日）。

## 友好城市
- 法國 卡尼-巴维尔